# Техас (Вісконсин)
Техас (англ. Texas) — місто (англ. town) в США, в окрузі Марафон штату Вісконсин. Населення — 1611 особа (2020).

## Демографія
Згідно з переписом 2010 року, у місті мешкало 1615 осіб у 645 домогосподарствах у складі 505 родин. Було 683 помешкання
Расовий склад населення:
| - 96,0 % — білих - 2,7 % — азіатів - 0,4 % — корінних американців - 0,1 % — чорних або афроамериканців |

До двох чи більше рас належало 0,8 %. Частка іспаномовних становила 0,1 % від усіх жителів.
За віковим діапазоном населення розподілялося таким чином: 18,5 % — особи молодші 18 років, 65,3 % — особи у віці 18—64 років, 16,2 % — особи у віці 65 років та старші. Медіана віку мешканця становила 47,8 року. На 100 осіб жіночої статі у місті припадало 108,7 чоловіків;  на 100 жінок у віці від 18 років та старших — 110,6 чоловіків також старших 18 років.
Середній дохід на одне домашнє господарство  становив 87 026 доларів США (медіана — 71 635), а середній дохід на одну сім'ю — 96 417 доларів (медіана — 77 083). Медіана доходів становила 48 889 доларів для чоловіків та 38 819 доларів для жінок. За межею бідності перебувало 3,5 % осіб, у тому числі 0,0 % дітей у віці до 18 років та 3,9 % осіб у віці 65 років та старших.
Цивільне працевлаштоване населення становило 944 особи. Основні галузі зайнятості: виробництво — 30,0 %, освіта, охорона здоров'я та соціальна допомога — 15,3 %, будівництво — 11,5 %, фінанси, страхування та нерухомість — 9,7 %.